# Клинок (Минская область)
Клинок (бел. Клінок) — деревня в Червенском районе Минской области. Центр Клинокского сельсовета.

## Географическое положение
Находится в примерно 22 километрах от райцентра, в 50 километрах от Минска и в 30 километрах от железнодорожной станции Пуховичи на линии Минск-Осиповичи.

## История
Населённый пункт упоминается как минимум в XV веке, в то время это была деревня, принадлежавшая Кежгайлам. В XVII веке она перешла во владения Завишей. В 1863 году в Клинке было открыто Земское народное училище. На 1867 год там насчитывалось 50 учеников (35 мальчиков и 15 девочек). В 1872 году построено деревянное здание школы. На 1875 год учителем был Кондратий Сятко. В 1868 году в Клинке построили православную церковь. В начале 1880-х Клинок был довольно крупным селом, центром Клинокской волости Игуменского уезда Минской губернии, здесь насчитывалось 63 двора и около 600 жителей, работали Земское народное училище, две православные церкви, почтовая станция. Согласно Переписи населения Российской империи 1897 года, село Клинок насчитывало 168 дворов, здесь проживали 970 человек. В это время в Клинке действовало волостное правление, имелись народное училище, церковь, конная почтовая станция, хлебозапасный магазин, корчма. Недалеко от села также располагалась усадьба монастыря, состоявшая из одного двора, где насчитывалось 16 жителей, при усадьбе была церковь. На 1902 год в народном училище обучались 69 человек (58 мальчиков и 11 девочек), при училище под руководством учителя А. А. Алешкевича действовал хор из 10 учащихся и 7 взрослых. В начале XX века в селе было 149 дворов, проживали 1123 человека. В период Революции 1905—1907 годов на территории Клинокской волости происходили крестьянские волнения, выражавшиеся преимущественно в самовольном захвате помещичьих посевов и земель, вырубке лесов и отказе платить налоги в государственную казну. Произошло несколько вооружённых стычек крестьян с полицией и охраной. В других регионах крестьянские выступления носили схожий характер. В конце XIX-начале XX веков основным родом деятельности жителей села было сельское хозяйство (земледелие и животноводство), также был развит ряд народных промыслов, в частности, ткацкие, швейные, кравецкие, а также бондарство, плетение лыковых лаптей, плетение корзин из прутьев ракиты, лозы, а также молодых корней ели или сосны. Важное место в жизни сельчан занимал также сбор грибов, ягод и лекарственных растений, ловля рыбы и раков. В основном, производство было ориентировано на потребности собственных семей. Некоторые из жителей деревни в свободное от сельскохозяйственных работ время нанимались на лесозаготовки и лесопилки, а также на сплав леса по рекам. В 1916 году в Клинке в арендованном деревянном доме на центральной улице открылось почтовое отделение, откуда почта отправлялась в Марьину Горку. Почтальонами работали жители села Василий Кондратьевич Веремейчик и Олег Матвеевич Иваненко. По данным на 1917 год, в Клинке насчитывалось 200 дворов, где проживали 1077 человек. В ноябре 1917 года на этой территории установилась советская власть. В феврале 1918 года село оказалось захваченным немецкими оккупантами. На территории Клинокской волости для противостояния им развернулось подполье, его наиболее активные участники — Денис Верин, Василий Павлович Сецко, Пётр Васильевич Карнач, Василий Емельянович Каток. В период гражданской войны и военной интервенции западных стран Клинок стал центром Клинокского волостного ревкома. Вскоре после окончательного установления советской власти в селе была открыта школа 1-й ступени, в которой на 1922 год насчитывалось 96 учеников. Учителями здесь работали Викентий Пекарский, Алёна Ковель, Игнатий Голуб, Михаил Бурко. В 1924 году образован Клинокской сельсовет с центром в селе Клинок. В 1929 году в Клинке создан колхоз имени Ленина, который существовал как минимум до 1997 года. Первым председателем колхоза стал И. Карнач. На 1940 год Клинок — деревня, где насчитывалось 250 домов и проживали 942 человека. Во время Великой Отечественной войны леса вокруг деревни стали местом ожесточённых боёв, здесь базировалась партизанская бригада имени газеты «Правда». В июле 1943 года деревня была сожжена фашистами, 78 её жителей были убиты. На деревенском кладбище расположена братская могила жертв немецких захватчиков, на которой в 1975 году был поставлен памятник-стела. В центре деревни похоронены в братской могиле погибшие советские солдаты и партизаны, в 1961 году рядом с ней установлен мемориал — скульптура воина. На 1997 год в Клинке было 212 домов и 490 жителей.
Здесь располагалась администрация сельсовета и колхоза имени Ленина, работала ферма крупного рогатого скота, мастерские по ремонту сельскохозяйственной техники, функционировали средняя школа, детский сад-ясли, Дом культуры, библиотека, фельдшерско-акушерский пункт и ветеринарный пункт, два магазина, пункт комплексного бытового обслуживания населения, отделение связи, автоматическая телефонная станция.

## Известные уроженцы
- Пётр Алексеевич Карнач — художник
- Степан Андреевич Карнач — Герой Советского Союза[1]